# Sabanalarga (Antioquia)
Sabanalarga – miasto w Kolumbii, w departamencie Antioquia.